# Манастир Наупара
Манастир Наупара припада Епархији крушевачкој Српске православне цркве. Изграђен је у Моравском стилу, крајем 14. века. Данас се налази у истоименом селу на обали Расине, код Крушевца.

## Историја
Данашња манастирска црква спада међу најстарије примерке Моравског стила и подигнута је током осме деценије 14. века. Првобитно је направљена као придворна црква неког локалног властелина, да би касније била претворена у манастир. Кнез Лазар је, у једној повељи из 1382. године коју је издао монаху Доротеју, помиње као део властелинства манастира Дренче, код Александровца. Манастирска црква је обновљена 1835. године, по вољи кнеза Милоша Обреновића. Обновили су га изнова те године браћа Стојан Симић и Алекса Симић, о чему постоји запис над западним црквеним вратима. Било је то у време настојатеља манастира Саве Петровића архимандрита Св. Романа (манастира) и јеромонаха Пахомија из манастира Наупаре.
Манастир "Наупаре" се 1870. године налази у округу и срезу Крушевачком а епархији Ужичкој. У њему су тада боравили четири монаха. При манастиру је радила народна основна школа. По извештају из 1895. године манастир је поседовао 642 хектара земље, од које је под шумом било 610 хектара. Капитала се ту није стекло, а вредност целокупне непокретности била је процењена на близу 18.000 динара.
Током прве половине последње деценије 20. века, на манастирској цркви су вршени радови на истраживању и конзервацији њене архитектуре и живописа, који су окончани 1995. године. Наупара се данас налази под заштитом Републике Србије, као споменик културе од великог значаја.

### Архитектура и декоративна пластика
Манастирска црква, посвећена Богородици, има основу триконхоса, сажетог типа, са куполом над наосом и кулом звонаром над нартексом. Горњи део њене фасаде украшен је каменом декоративном пластиком, међу којом се, својом лепотом и монументалношћу, истиче камена розета на њеној западној фасади, а за улепшавање фасада коришћене су и сликарске технике.

### Живопис
Живопис у унутрашњости цркве, настало је у два маха, крајем XIV и 15. века, како је утврђено током истраживања 1992. године, а очувано је само делимично. Ктиторска композиција, која је данас сачувана у мањим деловима, смештена је на споју јужног и источног зида нартекса, док се изнад улаза у централни део цркве, налази Богородица са Христом, који су насликани у линети. Христос Пантократор био је насликан на своду куполе, по којој били приказани јеванђелисти и библијски пророци. Циклус Великих празника насликан је у зонама испод куполе, на сводовима бочних апсида, другим сводовима и простору испод саме куполе, док су у првој зони јужне апсиде приказани свети ратници.